# Azud de Cherta
El Azud de Cherta  (en catalán: Assut de Xerta) es un monumento de ingeniería hidráulica en la provincia de Tarragona, España. Se encuentra en el río Ebro, en la comarca catalana del Bajo Ebro, a unos 3 km río arriba de la villa de Cherta y a 15 km de la ciudad de Tortosa. 
La obra consiste en una presa construida en diagonal a lo ancho del río Ebro con una longitud de unos 375 metros. Su principal función es elevar el nivel del agua del río para desviar una parte de ésta hacia los canales de regadío de la Derecha y de la Izquierda del Ebro que nacen en los dos extremos del Azud. 
Declarado Bien Cultural de Interés Nacional en la categoría de Monumento Histórico por la Generalidad de Cataluña el año 2002,
posteriormente anulado por sentencia del Tribunal Supremo de 2005. Actualmente está protegido como Bien Cultural de Interés Local.

## La presa
La palabra azud (Assut en catalán) significa presa, represa, embalse o contención en árabe clásico. Existe la hipótesis de que los romanos construyeron una pequeña esclusa (Portus Insanus) donde hoy hay el Azud para controlar el tránsito fluvial por el Ebro, aunque sólo en la zona tortosina. Aunque tradicionalmente se había considerado que el primer Azud, la primera iniciativa de elevación del río para poder canalizar sus aguas hacia las acequias de regadío de un modo rudimentario, fue por el año 944, en época de la dominación árabe, que la iniciativa fue continuada a mediados del siglo XII y que se consolidó en 1411, bajo la dirección del morisco Muzà Alamí, los documentos medievales demuestran que no existió Azud hasta la década de 1440, cuando la ciudad de Tortosa lo construyó con la técnica de la piedra perdida.
A partir de 1440 se tienen noticias más ciertas del sitio del Azud. Inicialmente se tenía previsto que sirviera para desviar el agua del Ebro para dos canales, pero esto no se consiguió hasta cuatrocientos años después. En este periodo el Azud solo sirvió para mover unos molinos harineros ubicados en las orillas de Cherta y Tivenys. Ante todo, en estos siglos se convirtió en un importante centro económico originado por la abundante pesca que había.
El canal de la Derecha fue inaugurado en el año 1857 y el de la izquierda el año 1912 por Alfonso XIII. A mediados de siglo XIX, con la construcción del canal del margen derecho, se configuró la imagen actual del Azud en una intervención que hizo el ingeniero Jules Carvallo quien trabajaba para la Real Compañía de Canalización y Riegos del Ebro, entidad encargada de construir el canal. El 1855-57, al principio del canal de la derecha se construyó una esclusa para facilitar la navegación por el río, principalmente de mercancías. En la actualidad, la esclusa ha sido rehabilitada y se utiliza para la navegación turística.

## El molino

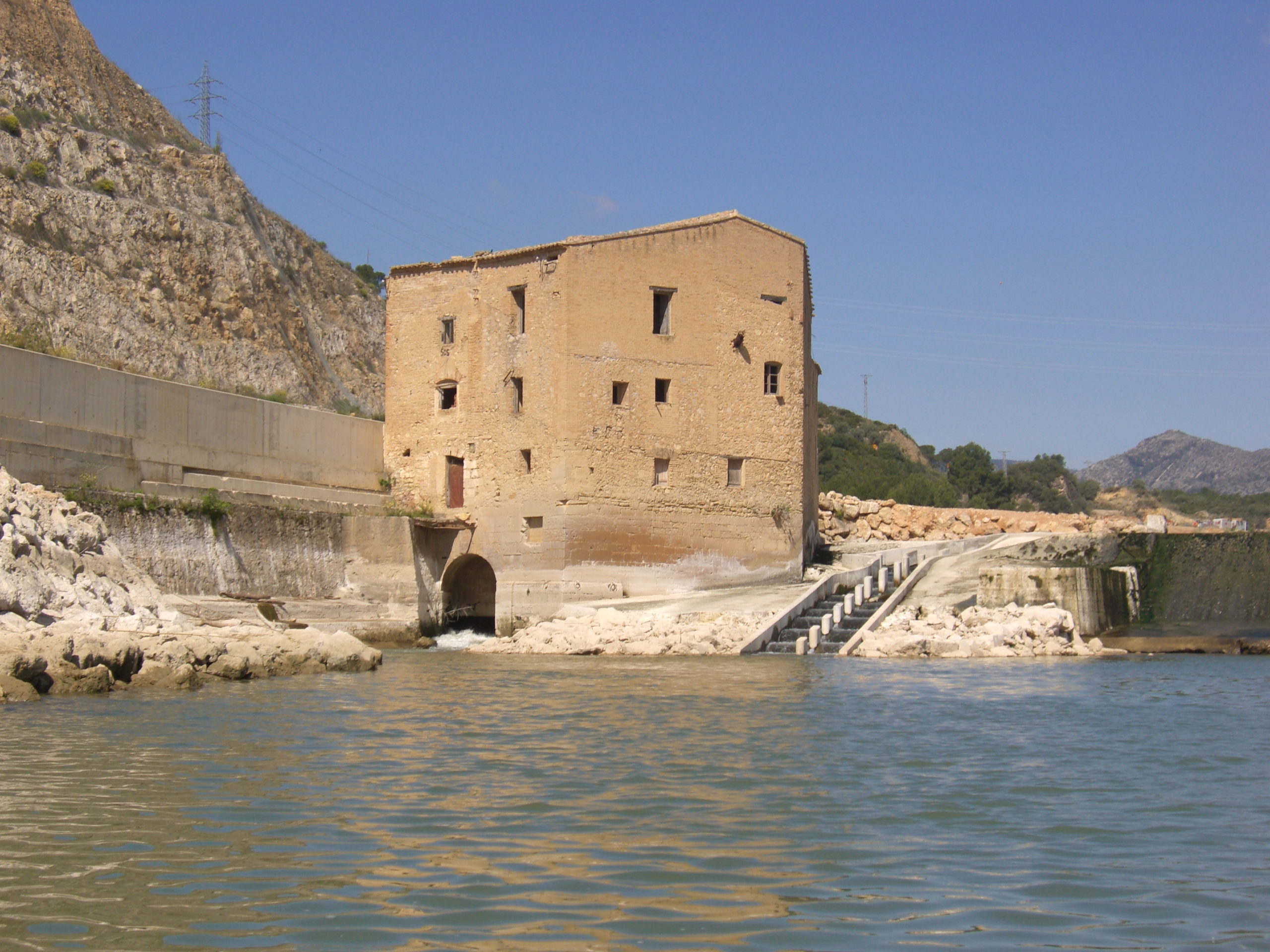
Molino del Azud de Cherta (1575)

Al margen derecho destaca el antiguo molino harinero ubicado encima de la presa, de estilo renacentista, construido por la ciudad de Tortosa en el año 1575 para facilitar la obtención de harina a los pueblos de la zona. Para su funcionamiento utilizaba el sistema de regolfo, utilizado en zonas con mucho caudal de agua. El maestro que, después de diversos intentos frustrados, logró ponerlo en marcha fue Macià Pellicer.
El edificio representa una de las escasas construcciones industriales renacentistas conservadas en Cataluña. A inicios del siglo XX se instaló una fábrica de electricidad en el molino, siendo modernizada el 1918, suministrando electricidad para el propio municipio. Recientemente han surgido movimientos populares para salvaguardar este monumento histórico y su rehabilitación está siendo debatida. En septiembre de 2008, el Ayuntamiento de Cherta lo declaró Bien Cultural de Interés Local.

## El poblado ibérico
Sobre una elevación en el margen izquierdo que divisa el río Ebro se ha excavado en distintas campañas desde el año 2000 un poblado ibérico (siglo VI a. C.) en el que destaca los restos de una gran torre defensiva, cuya tipología es única en Cataluña, probablemente destruida hacia el año 200 a. C. por los romanos.

## La central hidroeléctrica
En el año 2002 se instaló una moderna central hidroeléctrica que ha provocado un gran impacto visual en todo el sitio del Azud pese haber sido declarado Monumento Histórico. El 14 de septiembre de 2005, el Tribunal Superior de Justicia de Cataluña dejó la declaración sin efectos en respuesta a los recursos en contra interpuestos por la empresa hidroeléctrica, la Comunidad de Regantes del margen izquierdo y el Ministerio de Medio Ambiente.